# Jakob Arcadelt
Jacob Arcadelt, też Arcadelt, Arcadente, Archadet, Archadelt, Harcadelt, Harchadelt; Jacobus, Giaches, Jacques, Jachet  (ur. ok. 1507 w okolicy Namur, zm. 14 października 1568 w Paryżu ) – franko-flamandzki kompozytor okresu renesansu, przedstawiciel szkoły franko-flamandzkiej.

## Życiorys
Prawdopodobnie był uczniem Josquina des Prés . Od 1530 działał na dworze Medyceuszy we Florencji. Po śmierci Aleksandra Medyceusza w 1537 wyjechał do Wenecji, gdzie przebywał przez trzy lata .
Następnie wyjechał do Rzymu. Mógł być śpiewakiem Jacobusem Flandrusem, który w 1539 dołączył do Cappella Giulia, chóru bazyliki św. Piotra w Watykanie (jednak żadne źródła nie potwierdzają tej hipotezy ). W grudniu 1540 jako protegowany papieża Pawła III został bez egzaminów przyjęty do papieskiej kapeli kaplicy Sykstyńskiej. Już jako kanonik przy kolegiacie św. Bartłomieja w Liège otrzymał w 1545 od papieża dwa beneficja w Liège: kolegiatę św. Bartłomieja i katedrę św. Pawła . Po śmierci papieża w 1549, Arcadelt zaczął szukać nowej posady i w 1551 wyjechał do Francji.
Prawdopodobnie w 1552 wstąpił na służbę do kardynała Lotaryngii, Karola de Guise, wpływowego członka francuskiego dworu. Pozostał w służbie kardynała aż do swojej śmierci w 1568. W paryskim wydaniu swoich mszy z 1557, Arcadelt był określony jako muzyk królewski (regius musicus). Służył zatem również królowi Henrykowi II, a następnie Karolowi IX. Na znak królewskiej łaski otrzymał kanonię w Paryżu.

## Twórczość
Komponował głównie muzykę świecką, zwłaszcza madrygały i chansons. Jako twórca madrygałów uchodził za jednego z najwcześniejszych i najpłodniejszych XVI-wiecznych madrygalistów, obok Costanza Festy i Philippe’a Verdelota. Znanym jego madrygałem jest Il bianco e dolce cigno (1542) .
Arcadelt komponował także muzykę religijną i liturgiczną – msze, motety i pieśni .

## Kompozycje
- ponad 200 trzy- i czterogłosowych madrygałów, zebranych w 6 księgach
- ok. 120 chanson (wielokrotnie wydawane)
- 3 msze
- 20 motetów
- lamentacje, psalmy i magnificaty